# نزيف الحجر
نزيف الحجر هي رواية للكاتب الليبي إبراهيم الكوني. نُشرت في الأصل عام 1990 وأعادت نشرها في يناير 2013 م دار النشر المصرية اللبنانية.

## الطابع
تصور الرواية مجموعة من القضايا البيئية، والحياة الصحراوية التقليدية، وقوة الروح البشرية. كما تتناول فكرة الصراع المستمر بين الخير والشر.
وتناقش الرواية هذه المواضيع باستخدام أفكار من علم وظائف الأعضاء والدين والعواطف.

## ملخص الرواية
تحكي الرواية قصة عاصوف، وهو بدوي وحيد يحب الصحراء ويحترمها ويتعاطف مع مخلوقاتها. يعرف عاصوف بالضبط المكان الذي يمكنه أن يجد فيه حيوان الأروية، وهو خروف بري معروف بلحومه، ويعيش في الصحراء الجبلية النائية في جنوب ليبيا. لكن يجد عاصوف نفسه مهددًا هو وحيوان الأروية مهددان من الصيادين الذين ذبحوا بالفعل أعدادًا غفيرة من غزال دوركاس الصحراوي.

## شعبية الرواية
أدرجت صحيفة الغارديان الرواية كواحدة من أفضل الكتب عن ليبيا. ووصفته مراجعات كيركوس بأنها "مزيج ناجح من الحكاية والبيان السياسي والرثاء الغنائي للماضي".